# L'Île des femmes de la mer
 (mars 2025).
 (octobre 2020).
- Si vous ne connaissez pas le sujet, laissez ce bandeau (vous pouvez alors contacter les auteurs).
- Si vous supprimez le contenu mis en cause (vous pouvez préalablement contacter les auteurs),

argumentez précisément cette suppression dans la page de discussion
(un manque de référence n'est pas un argument ; une recherche réelle de référence doit avoir été effectuée, être formellement documentée).
L'Île des femmes de la mer (titre original : The Island of Sea Women) est un roman historique de Lisa See édité en 2019 par les éditions Scribner et en 2020, par les éditions Flammarion, dans sa traduction française.
Le roman est situé dans les années 1930 à 2000, sur l'île de Jeju, en Corée du Sud, où les haenyeo subviennent aux besoins de leurs familles dans une société matriarcale.

## Résumé
L'histoire est contée à la première personne par Young-sook, en une série de flashback entre 2008 et le passé.
En 2008, sur une plage de l'île touristique de Jeju, en Corée du Sud, une famille approche une vieille dame, l'une des dernières plongeuses traditionnelles de l'île, une haenyeo nommée Young-sook, et lui montre la photo d'une jeune femme.
Flashback dans les années 30, l'île est sous occupation japonaise. Sur Jeju, comme le veut la tradition, les femmes pourvoient aux besoins de leurs familles par la pêche en apnée et les hommes s'occupent des enfants. Elle paient pour l'éducation de leurs garçons alors que les filles restent au village. Mais quand ils en ont besoin, les japonais enrôlent les jeunes hommes de force et utilisent les filles comme femmes de réconfort.

Sun-Sil, cheffe des plongeuses de la communauté, apprend à plonger et pêcher à sa fille Young-sook et son amie Mi-ja, le fille orpheline d'un collaborateur avec l'occupant. Elle se noie lors d'une sortie en mer et les deux filles deviennent inséparable.  

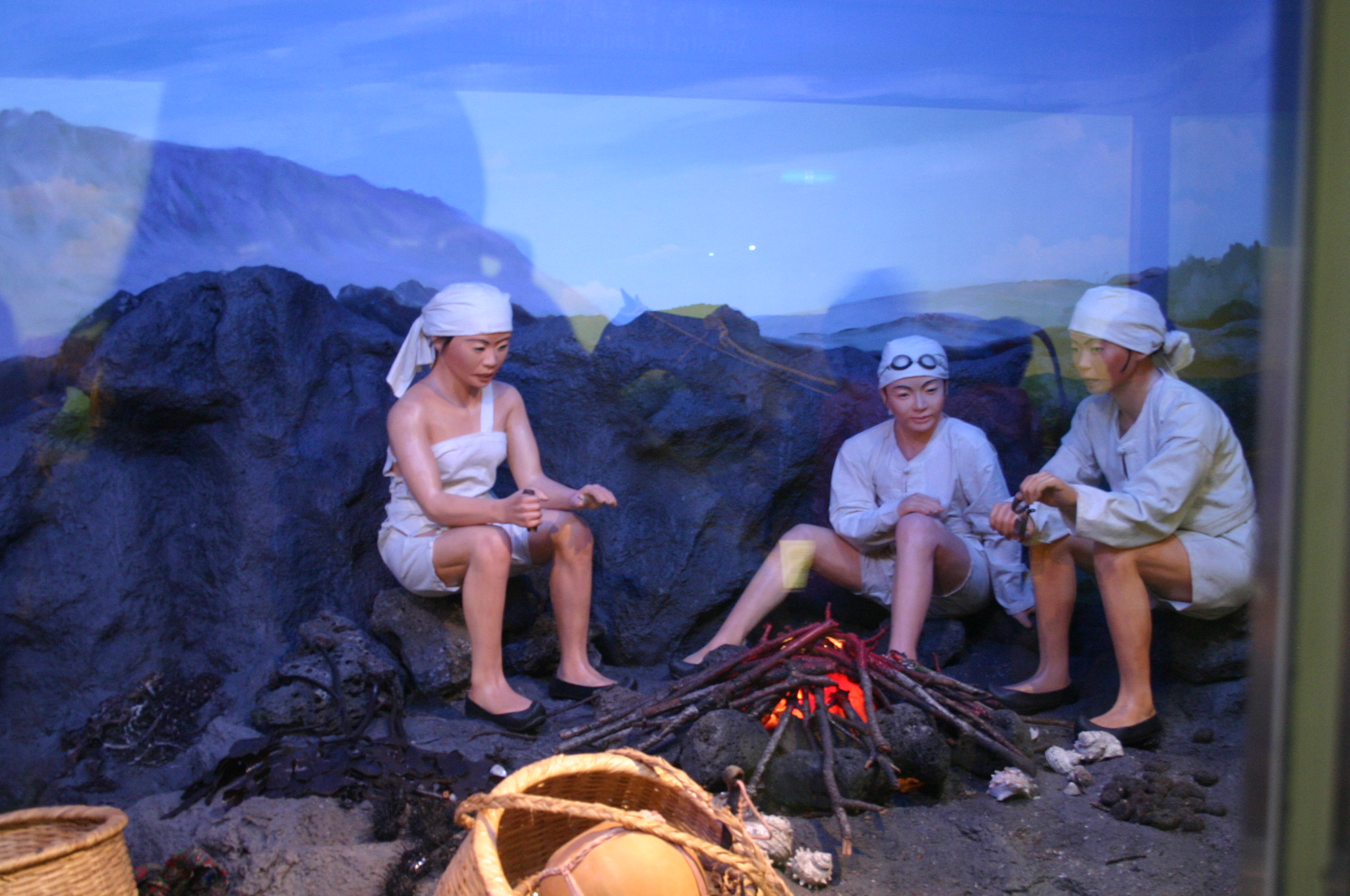
Scène représentant des haenyeo se réchauffant après leur plongée

Avec l'arrivée de la seconde guerre mondiale, la situation économique se durcit encore sur l'île et, comme d'autres haenyeo, les amies se louent pour pêcher en apnée à Vladivostok ce qui leur permet de préparer leur trousseau pour le mariage arrangé auquel elles aspirent.
A leur retour sur l'île, Mi-ja épouse Sangnum, qui travaille pour les japonais et déménage en ville, alors que le mariage arrangé pour Young-sook par sa grand-mère lui attribue Jun-bun, un maître d'école du village. Avec la fin de la guerre et l'arrivée des américains, l'île échange un occupant pour un autre avec un gouvernement corrompu. À partir du printemps 1947, un groupe d'habitants de Jeju s'élève contre la brutalité policière et appelle à un gouvernement coréen unifié. La police et les soldats répondent par une campagne d'extermination, qualifiant les insurgés d'agitateurs communistes. Les rebelles tentent de riposter mais en infériorité numérique l'armée paysanne est finalement écrasée. Lors de l'un de ses affrontements, dans ce qui restera dans les mémoires comme le "Massacre de Bukchon", Young-sook et sa famille se trouvent à la merci de la police. Mi-Ja, présente, refuse de leur apporter son aide alors que son mari est membre du gouvernement. Le mari et l'un des fils de Young-sook sont assassinés. L'amitié des deux femmes n'y survit pas.
Des années plus tard, la fille de Young-sook, Joon-lee rentre de l'université et annonce qu'elle épouse Yo-chan, le fils de Mi-Ja. Malgré l'opposition de Young-sook. le mariage a lieu, sans elle.